# オリエンタルビル屋上観覧車
オリエンタルビル屋上観覧車（オリエンタルビルおくじょうかんらんしゃ）は、愛知県名古屋市中区栄3-5-1 名古屋三越栄店屋上にある観覧車。1956年（昭和31年）竣工であり、現存する屋上観覧車（屋上遊園地の観覧車）としては日本最古とされる。登録有形文化財。

## 歴史

### 初代（1954年～1956年）

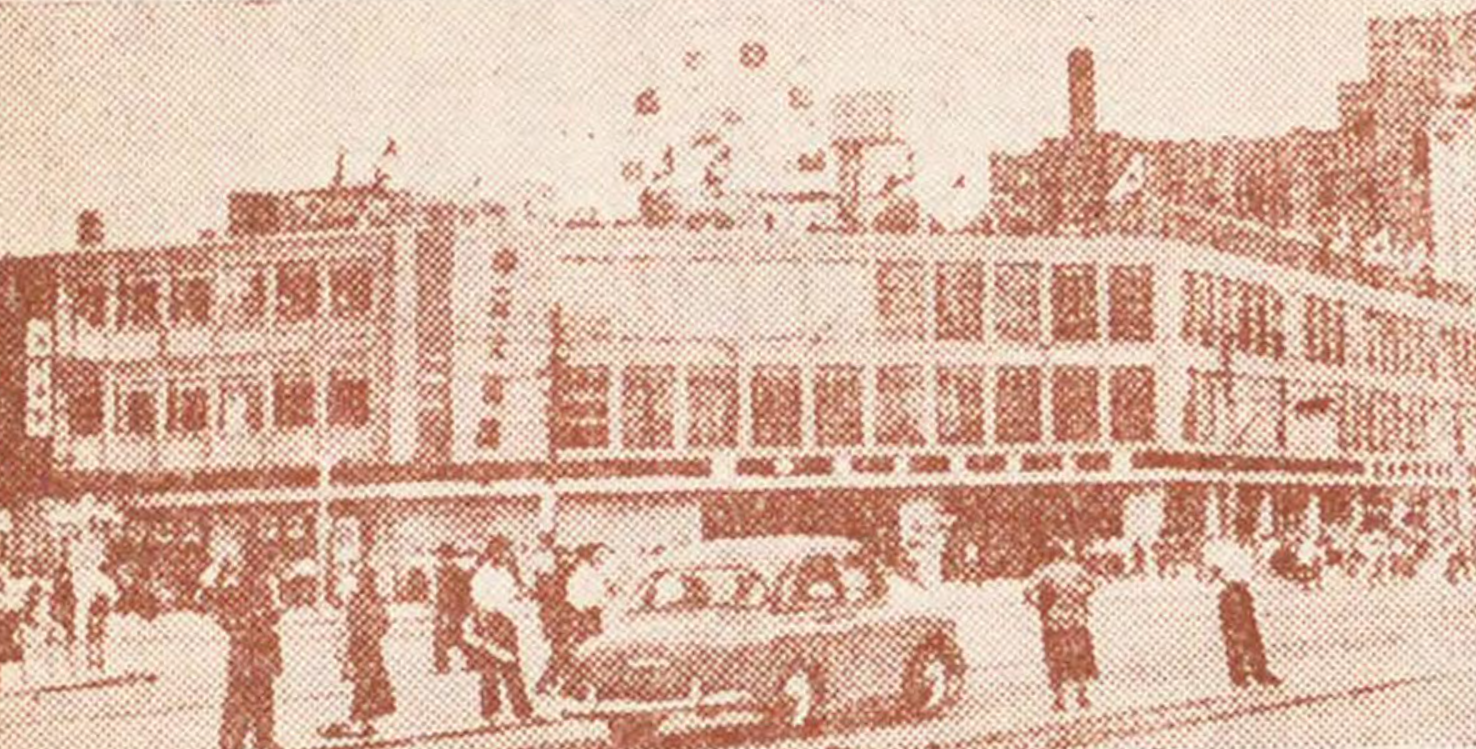
初代観覧車も見える3階建時代のオリエンタル中村百貨店

1954年（昭和29年）5月、名古屋市中区栄のオリエンタルビルにオリエンタル中村百貨店が開店し、3階建ビルの屋上に観覧車も設置された。初代観覧車は直径9.5mであり、4人乗ゴンドラ9個が吊り下げられていた。
なお、同年には名駅地区に名鉄百貨店が開業しており、名古屋市における百貨店の競争は激化した。戦前の名古屋市では松坂屋の一人勝ちの状態だったが、戦後にはオリエンタル中村百貨店（後の三越名古屋）、松坂屋、丸栄、名鉄百貨店が競合した。栄には松坂屋や丸栄もあったが、立地としてはオリエンタル中村百貨店が最高とされた。
開業当初の乗車料金は一人80円である。休日には家族連れでにぎわい、多い日には一日で2000人が乗車した。屋上が観覧車の客であふれたことから、観覧車の入口と出口を別々としていた。屋上の売店ではソフトクリームやコーラが販売され、屋上には犬・小鳥・金魚などを扱うペットショップもあった。

### 2代目（1956年～）

#### 営業時
1956年（昭和31年）10月6日、オリエンタルビルが3階建から7階建に増築されて増築部分が開店し、屋上に2代目の観覧車が設置された。当時の名古屋市中心部には高層ビルが存在せず、屋上からは愛知県庁舎を見渡すこともできた。
高度経済成長期の日本には各地の百貨店に屋上遊園地が設置され、観覧車の他にメリーゴーラウンドやムーンロケットなどが設置されることも多かった。1967年（昭和42年）11月7日に「ミニ（スカート）の女王」と呼ばれたツイッギーがオリエンタル百貨店屋上でイベントを行った際には、1000人を超える客が屋上に殺到したため、エレベーターの運転を止めたほどだった。
郊外に大型遊園地やテーマパークが開業するようになると、屋上遊園地の価値は相対的に低下した。オリエンタル中村百貨店の開業時には「大観覧車」と呼ばれていたが、いつからか（大が取れて）「観覧車」と呼ばれるようになったという。1977年（昭和52年）5月には三越がオリエンタル中村に資本参加し、1980年（昭和55年）10月1日にはオリエンタル中村百貨店から名古屋三越に改称すると、改称後には屋上遊園地の遊具が少しずつ減らされていった。

#### 運転終了と保存

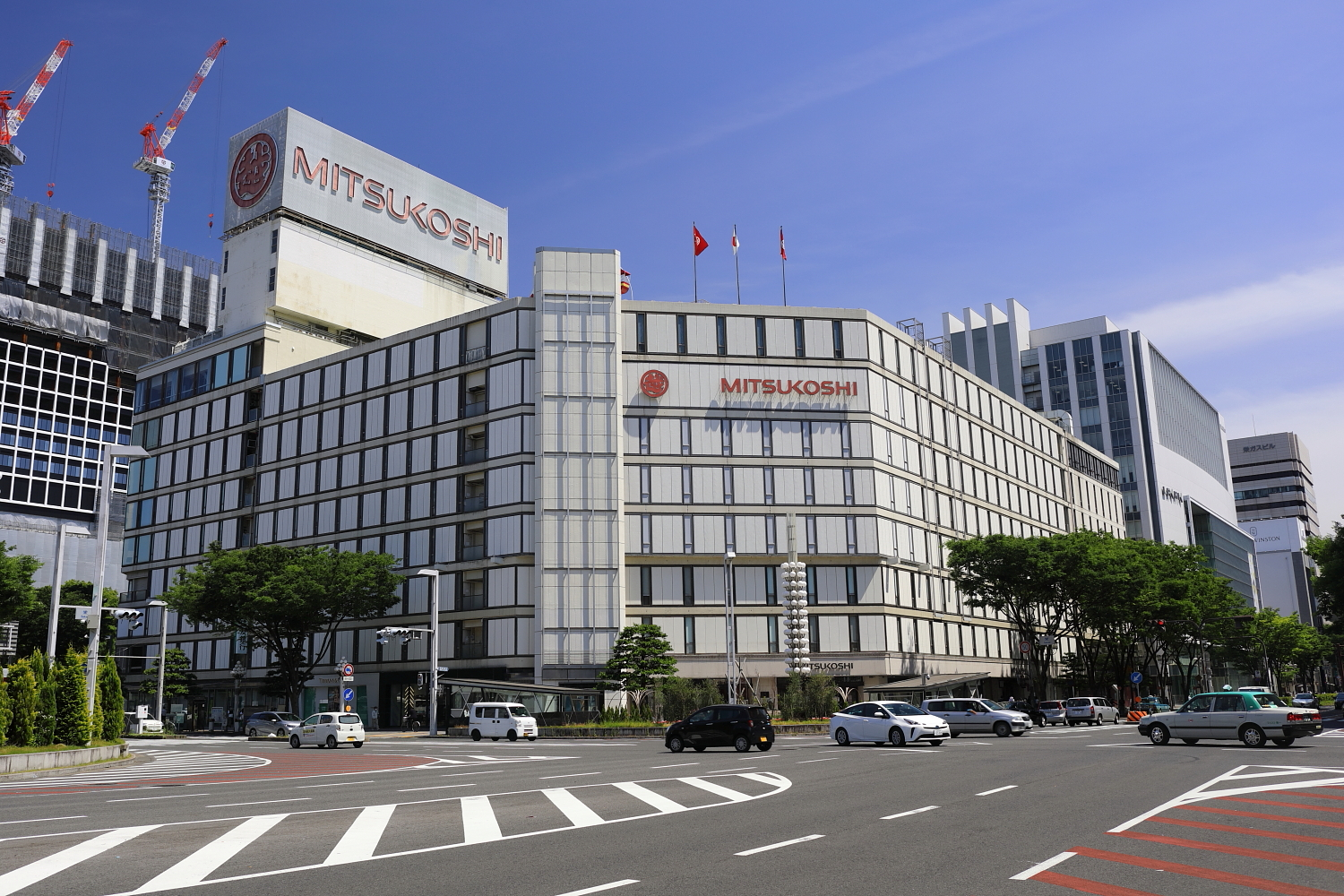
名古屋三越栄店

1994年（平成6年）秋には京都市の髙島屋京都店にあった屋上観覧車が撤去され、この際に名古屋三越が屋上観覧車の営業を行う唯一のデパートになったとされることもある。同年9月には乗車料金が100円から200円に上がった。
1995年（平成7年）5月時点では1か月あたりの利用者が500人程度まで減少し、晩年には観覧車の乗車客が来たらスイッチを入れて動す程度だった。2005年（平成17年）6月20日には整備のために営業を休止し、7月20日には営業再開を見送って運転を終了した。なお、同年2月25日には約150m離れた場所に商業施設のサンシャイン栄が開業し、同時に直径約40mの観覧車であるスカイボートが運行を開始している。
2007年（平成19年）7月31日には日本国内に現存する最古の屋上観覧車として登録有形文化財に登録された。2011年（平成23年）6月26日には愛知県内の登録有形文化財所有者が保存と活用を図る愛知登文会が設立されたが、オリエンタルビル屋上観覧車の所有者も設立当初から参加している。
2012年（平成24年）7月22日以降、日曜の12時と15時のみゴンドラを運行させ、見学者は屋上から動いているゴンドラを鑑賞することができた。安全性の問題から営業再開は難しいとされる。2019年（令和元年）9月1日には埼玉県川越市の丸広百貨店川越店の屋上観覧車が営業を終了したことで、東京都大田区の東急プラザ蒲田にあるものが日本で唯一営業を続ける屋上観覧車となった。
2019年（令和元年）12月5日には北海道函館市の函館公園こどものくにの観覧車が「函館公園こどものくに空中観覧車」として登録有形文化財に登録された。1950年（昭和25年）に設置されたこの観覧車は現存する日本最古の観覧車とされ、観覧車としてはオリエンタルビル屋上観覧車に次いで2基目の登録有形文化財である。なお、愛知県は屋上観覧車に限定しない観覧車の多い県として知られており、2022年（令和4年）時点では北海道と並んで全国トップの13基もあった。

## 建築

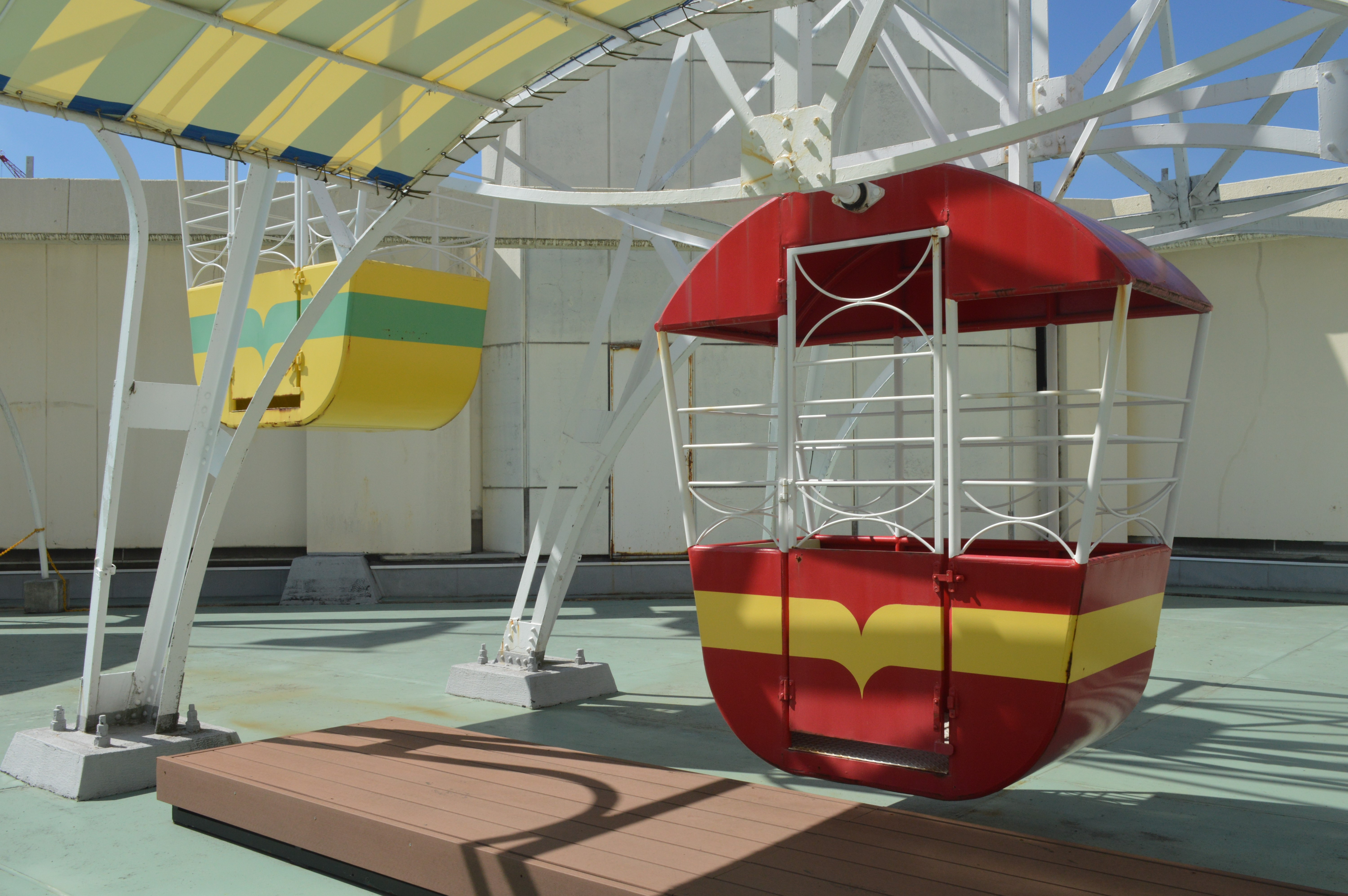
ゴンドラ

鉄骨造。高さは12m、脚間は6.2m。製造元は娯楽遊戯施設製造メーカーの昭和鉄工株式会社（東京都北区）である。
名古屋三越栄店の屋上遊園地に設置されている。三角錐状の支柱の間に直径10mの円形ホイールを取り付け、外周部に4人乗ゴンドラ9個が吊り下げられている。ゴンドラは赤色・緑色・黄色の三色である。

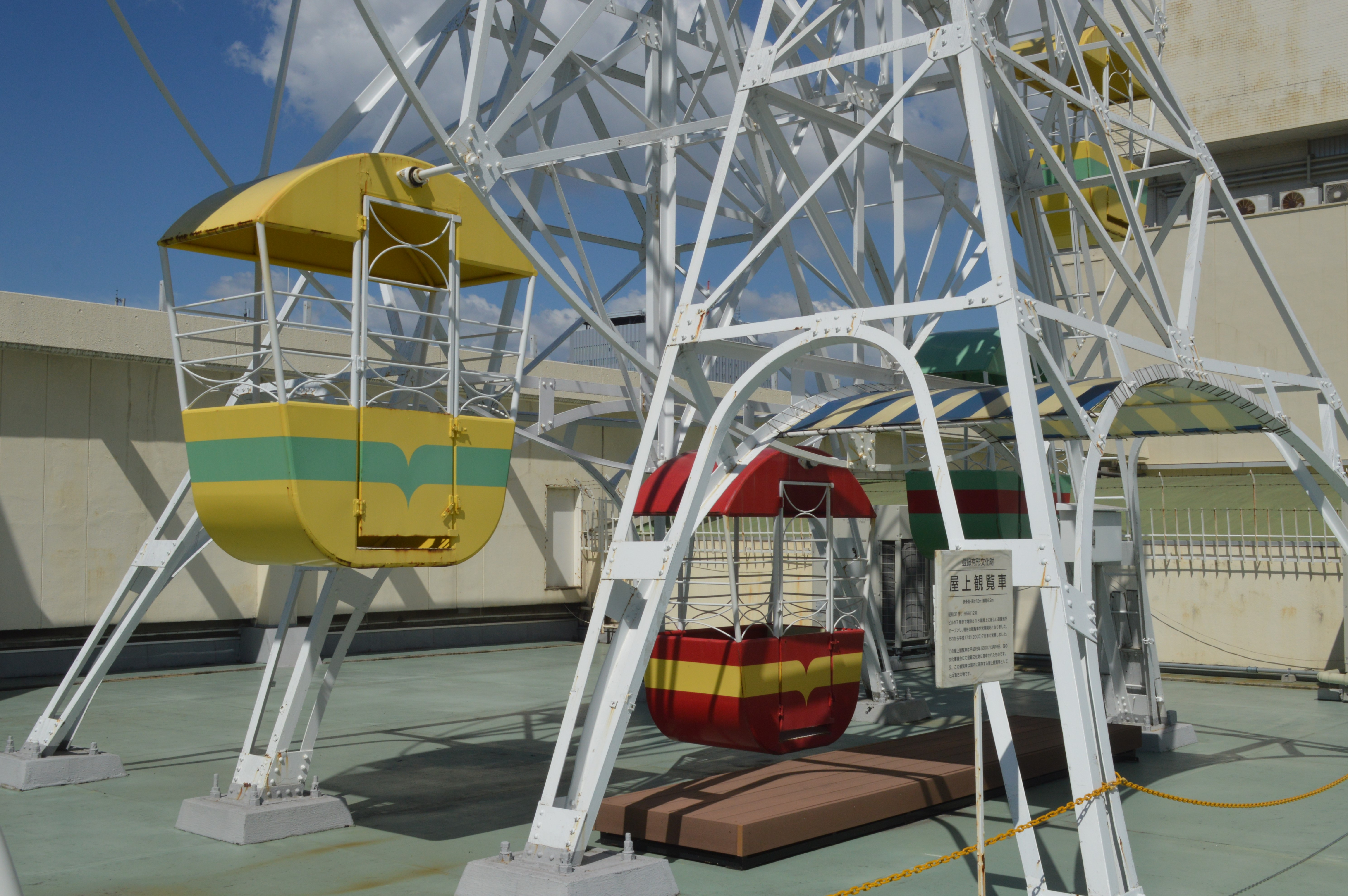
ホイール下部
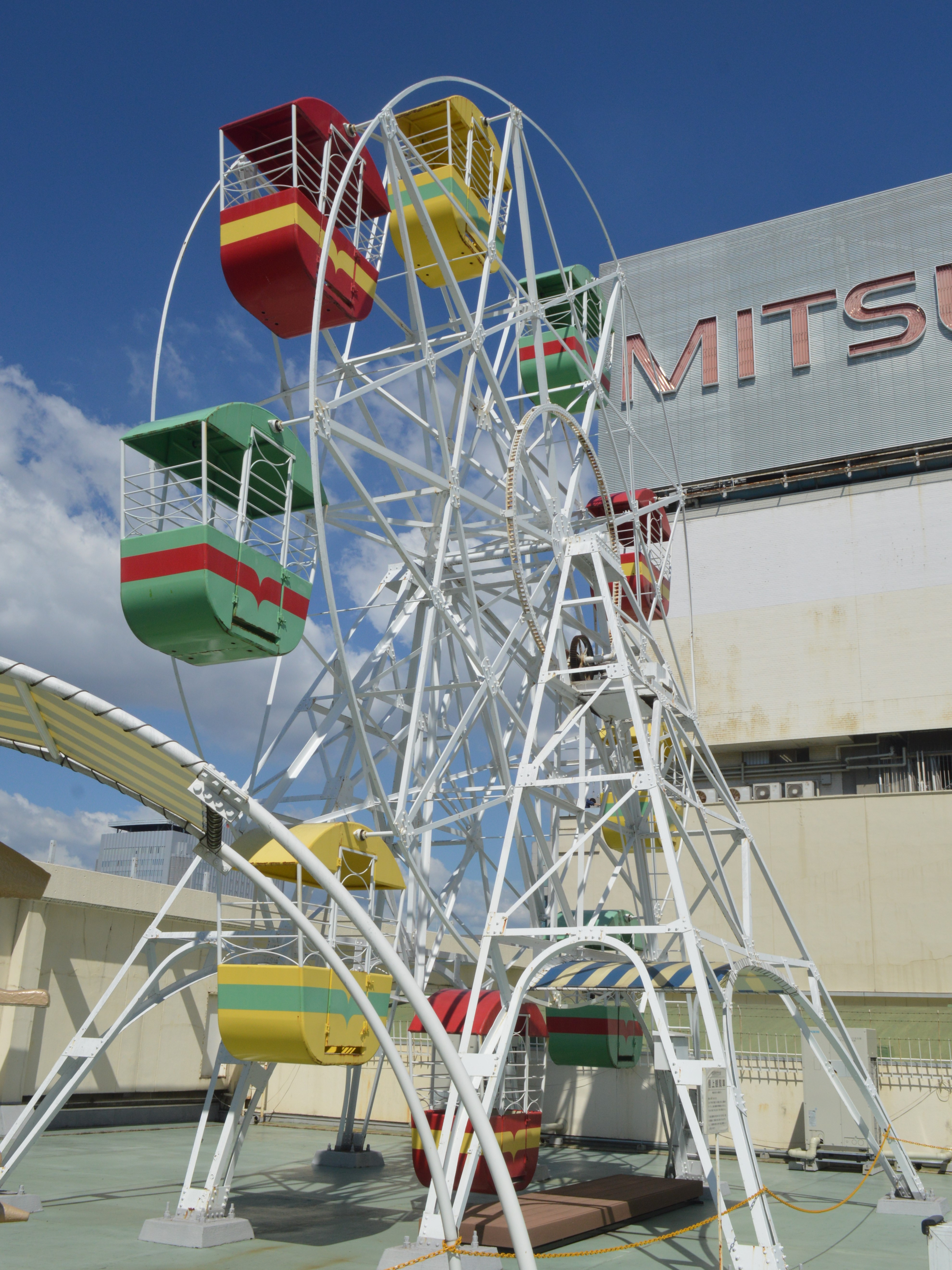
観覧車全体